# Europese weg 121
De Europese Weg 121 of E121 is een Europese weg die loopt van Samara in Rusland naar de grens met Iran.

## Algemeen
De Europese weg 121 is een Klasse A Noord-Zuid-referentieweg en verbindt het Russische Samara met het de Iraanse grens en komt hiermee op een afstand van ongeveer 2700 kilometer. De route is door de UNECE als volgt vastgelegd: Samara - Oral - Atyraū - Beyneū (Бейнеу) - Shetpe (Шетпе) - Zhetibay (Жетібай) - Fetīsovo (Фетисово) - Garabogaz - Türkmenbaşy (Krasnovodsk) - Serdar - Iraanse grens nabij Gorgan.